# Джей Кортни Съливан
Джей Кортни Съливан (на английски: J. Courtney Sullivan) е американска писателка на бестселъри в жанра любовен роман.

## Биография и творчество
Джули „Джей“ Кортни Съливан е родена на 10 август 1981 г. в Бостън, Масачузетс, САЩ, в ирландско католическо семейство.
Завършва английска филология през 2003 г. с бакалавърска степен и специалност викторианска литература в „Смит колидж“, Нортхамптън, след което се мести в Ню Йорк. В периода 2003 – 2005 г. работи като помощник редактор в списание „Allure“, а след това се премества в „Ню Йорк Таймс“, където работи в продължение на повече от три години, като през 2006 г. е и колумнист с феминистката си рубрика „Модерна любов“ в неделното му издание. Пише и за различни други модни списания.
Първата ѝ документална книга, наръчник за запознанства „Dating Up“, е публикувана през 2007 г.
Първият ѝ съвременен любовен роман „Commencement“ (Начало) е публикуван през 2010 г. Той става бестселър и я прави известна.
Романът ѝ „Диамантите са завинаги“ от 2013 г., който става международен бестселър, е предвиден за екранизиране от „Fox 2000“ с участието на Рийз Уидърспун.
Участва в обществени организации ангажирани в борбата срещу сексуалната злоупотреба с деца.
Джей Кортни Съливан живее със семейството си в Бруклин, Ню Йорк.

## Произведения

### Самостоятелни романи
- Commencement (2010)
- Maine (2011)
- The Engagements (2013)
Диамантите са завинаги, изд.: ИК „Бард“, София (2013), прев. Цветана Генчева

### Документалистика
- Dating Up: Dump the Schlump and Find a Quality Man (2007)
- The Secret Currency of Love (2009) – есета
- Click: When We Knew We Were Feminists (2010) – с Кортни Мартин